# Léon Daudet

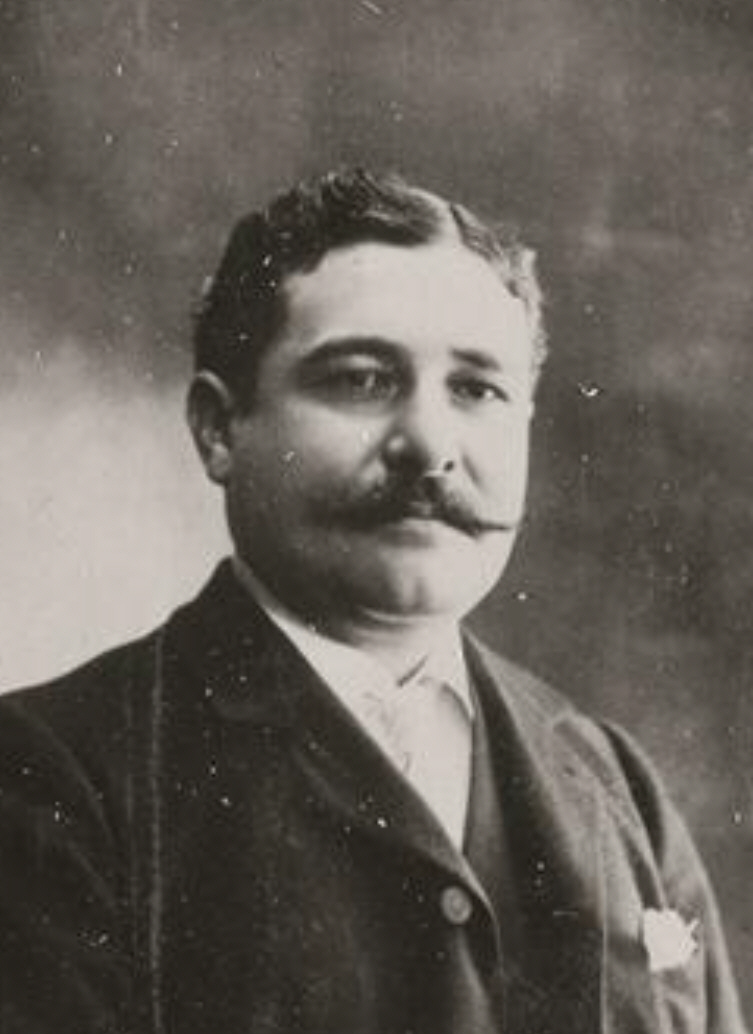
Léon Daudet.

Léon Daudet, född 16 november 1867, död 30 juni 1942, var en fransk författare, journalist och politiker. Han var son till Alphonse Daudet.
Redan tidigt finns Daudet viss anseende som skönlitterär författare, men det blev genom journalistiken, som Daudet vann en större publik. I konservativt, katolskt och antisemitiskt orienterade tidningar som Le gaulois, Le Figaro, Le soleil och framför allt i Édouard Drumonts skarpt antisemitiska La libre parole riktade han våldsamma angrepp mot den rådande republikanska regimen i en skarp och mustig stil. Samma stil följde han särskilt efter sitt övertagande av ledningen för dagstidningen Action française 1908. Under första världskriget var hans inflytande som störst, 1919-24 representerade han Paris i deputeradekammaren. 
Sensationerna kring Daudet nådde sin höjdpunkt 1924-27. En av hans söner, Philippe Daudet, återfanns 1923 dödad av en kula i en bil. Daudet ansåg honom mördad och igångsatte en nedsvärtningskampanj, som överskred gränserna för det lagliga. En häktningsorder mot Daudet utfärdades 1927, men han lät förskansa sig på sin tidnings redaktion, där han försvarades av sina camelots du roi och utsattes för en formlig belägring, innan han slutligen gav upp och i juni samma år insattes i Santéfängelset. Några veckor senare befriades under dramatiska omständigheter av sina camelots. Fram till 2 januari 1930, då han benådades av republikens president, uppehöll han sig i Bryssel.
Bland Daudets skönlitterära arbeten märks L'astre noir (1893), Les morticoles (1894), samt Sylla et son destin (1925). Hans främsta idépolitiska arbete är Le stupide 19:e siècle (1922), där han kritiserar 1800-talets socialt humanitära och kulturellt liberala uppfattning. Bland hans övriga politiska skrifter märks L'avantguerre (1913), Vers le roi (1921), samt Ch. Maurras et son temps (1928). Daudet efterträdde 1897 sin far som medlem av Goncourts akademi.